# Purpurhäger
Purpurhäger (Ardea purpurea) är en fågel i familjen hägrar. Den har ett stort utbredningsområde i centrala och södra Europa, Afrika samt södra och östra Asien. Fågeln minskar i antal men beståndet anses vara livskraftigt.

## Utseende

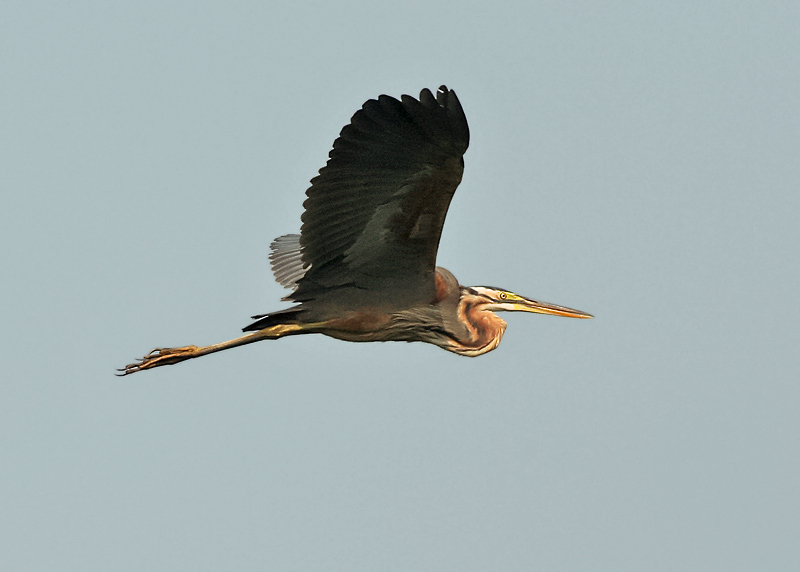
Flygande purpurhäger fotograferad i december i Indien.

Hägern är cirka 80–90 cm lång, har ett vingspann på 120–150 cm och väger 0,5–1,3 kg. Den är något mindre än gråhäger och kan särskiljas från denna genom sin mer mörkare röda till bruna fjäderdräkt och, hos vuxna exemplar, en mörkare grå rygg. Den gula näbben är smalare än hos gråhäger och hos häckande individer får den en skarpare nyans.

## Läten
I flykten hörs ett enstavigt, strävt "krrek", likt gråhägers men rakare, stummare och kortare. I häckningskolonin hörs olika kraxande och grymtande läten.

## Ekologi

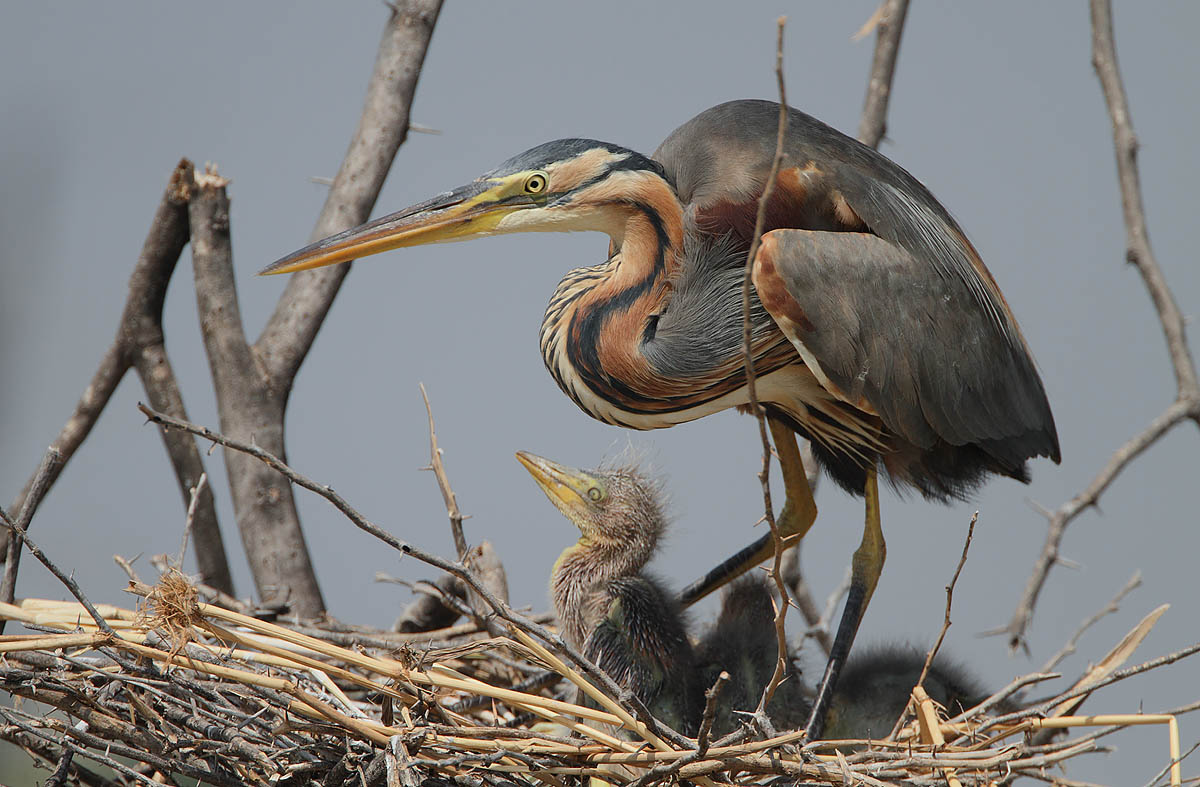
Häckande purpurhäger i Kenya.

Purpurhägern är en tillbakadragen fågel som jämfört med gråhägern i större utsträckning tillbringar tiden dold i vassvegetationen. Dess ovanligt långa tår gör att den med lätthet kan gå på flytande vegeation. Den sitter ogärna i träd.
Den är mest aktiv i gryning och skymning och födosöker i grunt vatten genom att spetsa sina byten med sin vassa dolkliknande näbb. Purpurhägern livnär sig huvudsakligen av fisk, små däggdjur och groddjur, men även fågelungar, ormar, ödlor, kräftdjur, vattenlevande sniglar, insekter och spindlar.

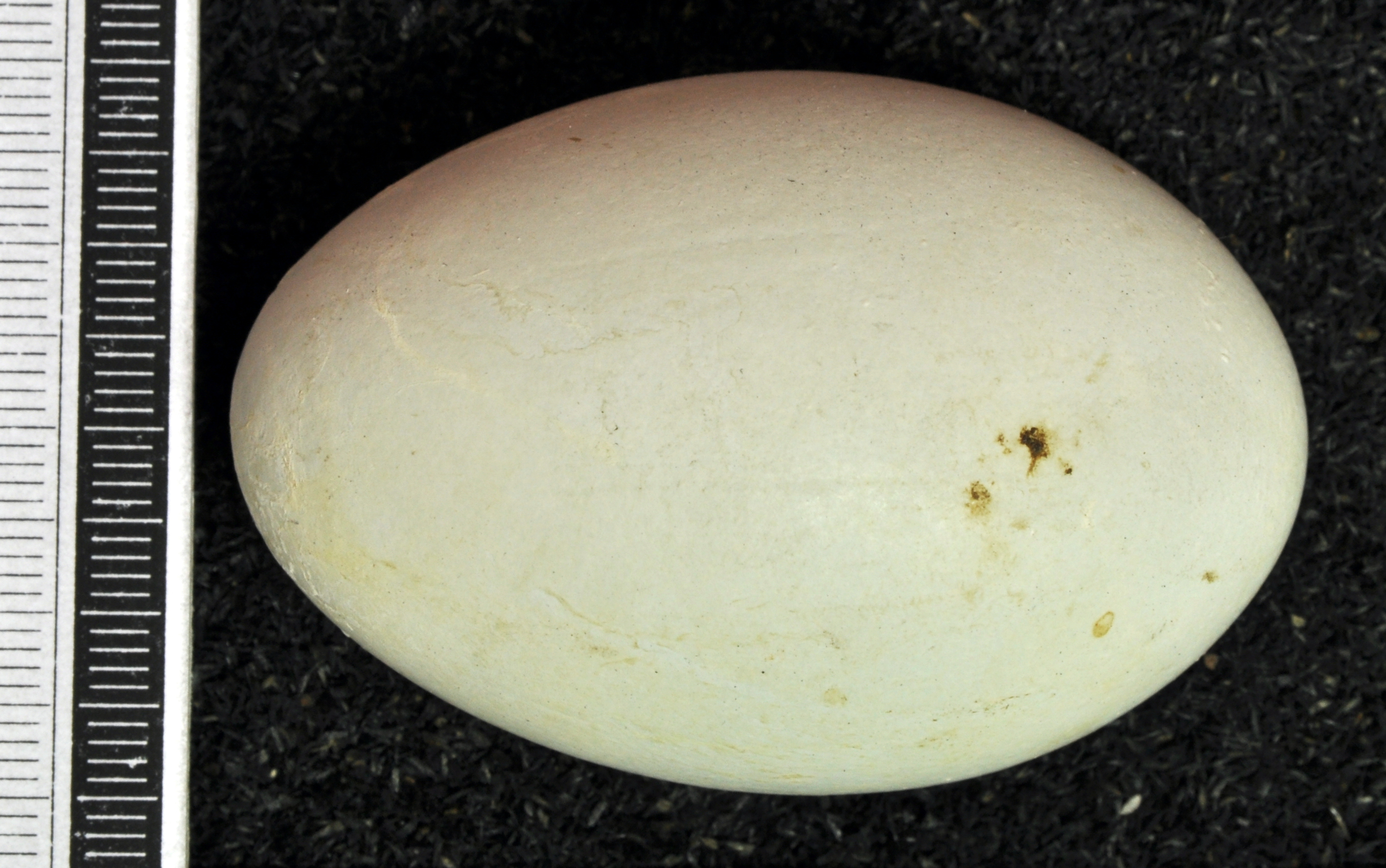
Purpurhägerns ägg.

Purpurhägern häckar oftast i kolonier men även ensam, vanligtvis i vassbälten eller låga buskar nära våtmarker där den bygger ett voluminöst bo av vass, pinnar eller vad som finns tillgängligt. Den lägger oftast fyra eller fem blågröna ägg som både hanen och honan ruvar i 24–28 dagar. Fågelungarna är flygga efter sex veckor och självständiga efter två månader.

## Utbredning och taxonomi
Purpurhägern häckar i Central- och Sydeuropa, Afrika samt södra och östra Asien. De nordliga populationerna flyttar om vintern ner till sydligare breddgrader. Den delas här upp i fyra underarter med följande utbredning:
- purpurea-gruppen
  - vanlig purpurhäger[5] Ardea purpurea purpurea (Linné 1766 – Afrika och Europa så långt norrut som till Nederländerna, samt i sydvästra Asien österut till Kazakstan
  - Ardea purpurea madagascariensis (Oort 1910) – Madagaskar
  - Ardea purpurea manilensis (Meyen 1834) – Asien från Pakistan österut till Filippinerna och norrut till Primorje kraj i Ryssland
- Ardea purpurea bournei (de Naurois, 1966) – Kap Verde, där endast på ön Santiago

Underarten bournei har föreslagits utgöra en egen art baserat på skillnader i utseende och ekologi.
Arten är en sällsynt gäst norr om sitt häckningsområde. I Sverige har 44 fynd gjorts fram till och med 2022, med första fyndet 18 april 1853 i Östra Torp i Skåne. Den har även uppträtt påträffats tillfälligt i Västindien, i både Trinidad och Tobago och Barbados.

## Status och hot
Purpurhäger är en av arterna i avtalet om bevarande av flyttande sjöfåglar i Afrika och Eurasien, en överenskommelse mellan fjorton stater för skyddandet av våtmarksberoende fåglar, samordnat av FN:s miljöprogram. Arten har ett stort utbredningsområde och en stor population, men tros minska i antal, dock inte tillräckligt kraftigt för att den ska betraktas som hotad. IUCN kategoriserar därför arten som livskraftig (LC). Världspopulationen uppskattas till 270 000–570 000 individer, varav det i Europa tros häcka 31 600–46 000 par.